# Franske-eilanden
De Franske-eilanden (Deens: Franske Øer, Frans: Iles Françaises, vertaald Franse Eilanden) zijn een onbewoonde eilandengroep in het noordoosten van Groenland in de Groenlandzee. Administratief behoren ze tot het Nationaal park Noordoost-Groenland.

## Geografie
De Franske-eilanden liggen voor de Jøkelbugten, ten oosten van Schnauder Ø en de Achton Friis Eilanden, ten zuiden van de Norske-eilanden en ten noorden van de Danske-eilanden.
Er zijn zeven grote eilanden in de eilandengroep en een aantal kleinere eilandjes. Eerder had in 1905 de expeditie van de hertog van Orléans de naam Îles Françaises gegeven aan een eilandengroep verder naar het zuiden. Een paar jaar later had de expeditie van Denemarken van 1906-1908 de naam "Franske-eilanden" overgebracht naar de noordelijkste eilanden die de Franse expeditie verkend kon hebben. De groep ten zuiden van de Pariserøerne werden de Danske-eilanden genoemd.